# Канассааре
Канассааре (ест. Kanassaare) — село в Естонії, входить до складу волості Моосте, повіту Пилвамаа.